# La Unión (Perù)
La Unión è un comune del Perù, situato nella regione di Huánuco e capoluogo della provincia di Dos de Mayo.